# Kırşehir (provincie)
Kırşehir is een provincie in Centraal-Anatolië oftewel Turkije en maakt deel uit van de centrale Anatolische regio. De gemiddelde hoogte is 985 meter boven de zeespiegel. De provincie is 6570 km² groot en heeft 223.170 inwoners (2007). De hoofdstad is het gelijknamige Kırşehir.

## Bevolking
Op 1 januari 2019 telde de provincie Kırşehir 242.938 inwoners.
| Bevolking | 126.901 | 149.518 | 181.899 | 175.749 | 214.932 | 240.497 | 256.862 | 253.239 | 221.876 | 242.938 |

## Bestuurlijke indeling

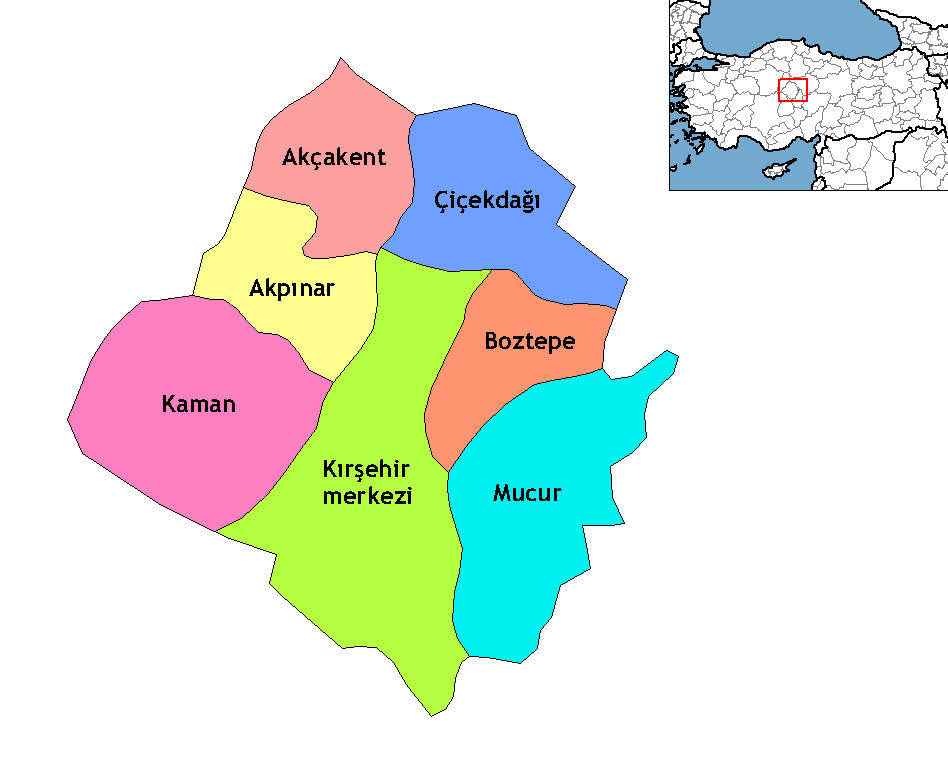
Districten van Kırşehir

### Districten
De provincie Kırşehir bestaat uit de volgende zeven districten:
| - Akçakent - Akpınar - Boztepe - Çiçekdağı | - Kaman - Kırşehir - Mucur |

## Klimaat
Kırşehir heeft een typisch landklimaat. De winters zijn koud en het sneeuwt regelmatig. In de zomer is het warm en droog. Volgens de maatstaf van Thorntwait heeft Kırşehir een half droog landklimaat. De gemiddelde jaarlijkse temperatuur in de stad is 1.3 °C en de gemiddelde neerslag is minder dan 400 mm.
Temperatuurverschillen tussen de bergachtige gedeeltes en de valleien zijn niet groot. Temperatuurverschillen tussen de districten binnen de provincie zijn ongeveer 1 °C. In de stad Kırşehir is de jaarlijkse gemiddelde temperatuur 11,3 °C, in Kaman 10.9 °C, in Çiçekdağı 12,2 °C.

## Voetbalclub
- Yeni Kırşehirspor